# Лов на китове
Ловът на китове е улов на китоподобни, с търговска или научна цел. Основната цел на промишления лов е добивът на китова мас и месо от кит за консумация.
Лошото управление на лова на китове в миналото, довежда няколко вида морски бозайници на границата на измирането. През 1982 Международната комисия по лова на китове въвежда забрана на промишлен лов на китове, влязла в сила от сезона 1985/1986. След прекратяването на промишления улов някои видове, като сивият кит, възстановяват числеността си, докато други, като бискайският кит, остават силно застрашени.
През 2019 г., след 30-годишно прекъсване, Япония издава разрешение за промишлен улов на 52 малки ивичести кита, 150 ивичести кита на Брюде и 25 сейвала – общо 227 морски бозайника.